# Derecske
Derecske é uma cidade da Hungria, situada no condado de Hajdú-Bihar. Tem 103,59 km² de área e sua população em 2019 foi estimada em 8.403 habitantes.